# 马拉诺提契诺
马拉诺提契诺（義大利語：Marano Ticino）是意大利诺瓦拉省的一个市镇。总面积7平方公里，人口1575人，人口密度225.0人/平方公里（2009年）。ISTAT代码为003091。